# باشگاه فوتبال تاکلی
باشگاه فوتبال تاکلی (به انگلیسی: Thackley Football Club) یک باشگاه فوتبال در شهر برادفورد، کشور انگلستان است که در سال ۱۹۳۰ میلادی تأسیس شده‌است.